# Ballingstorpsgården

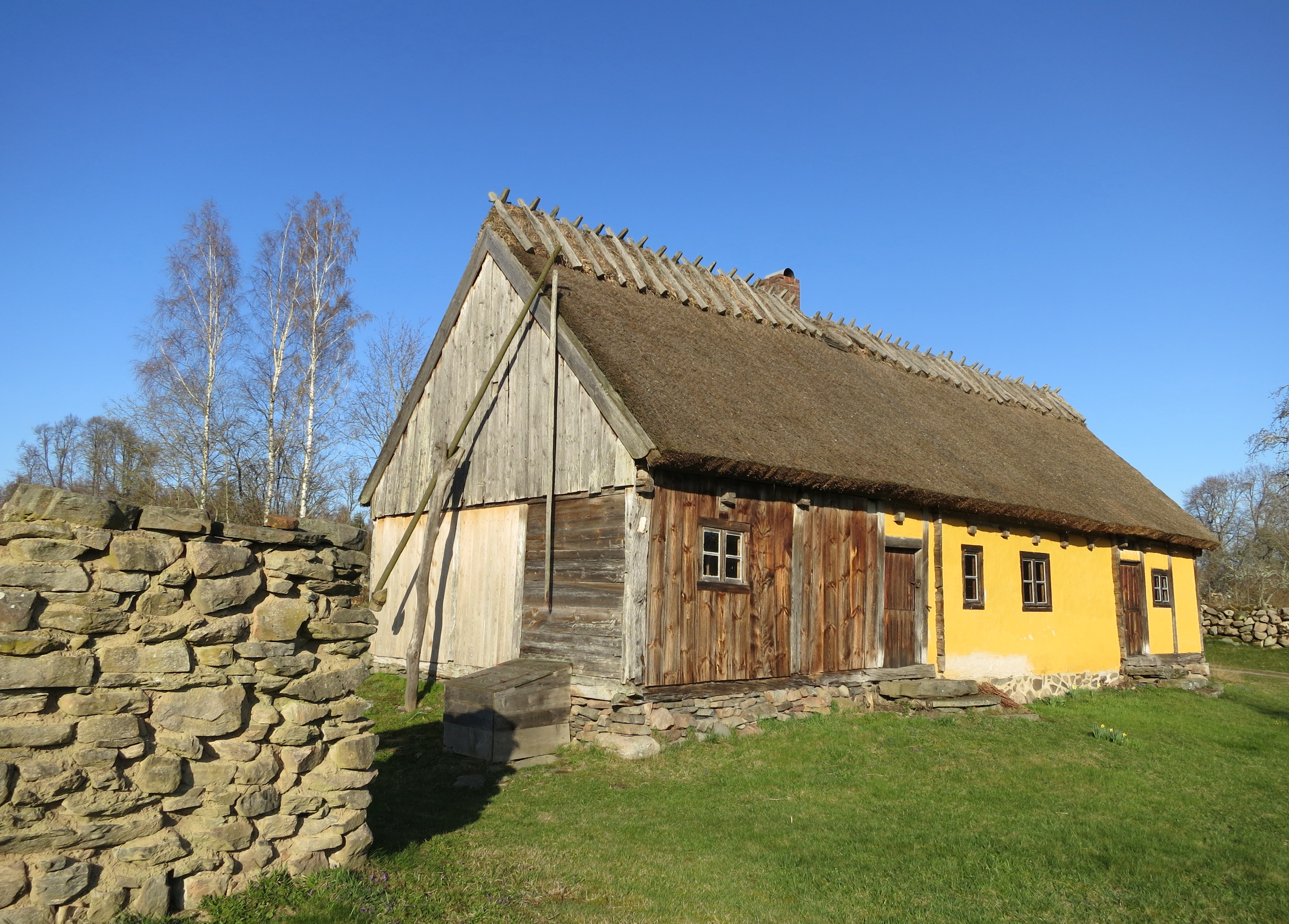
Boningshuset

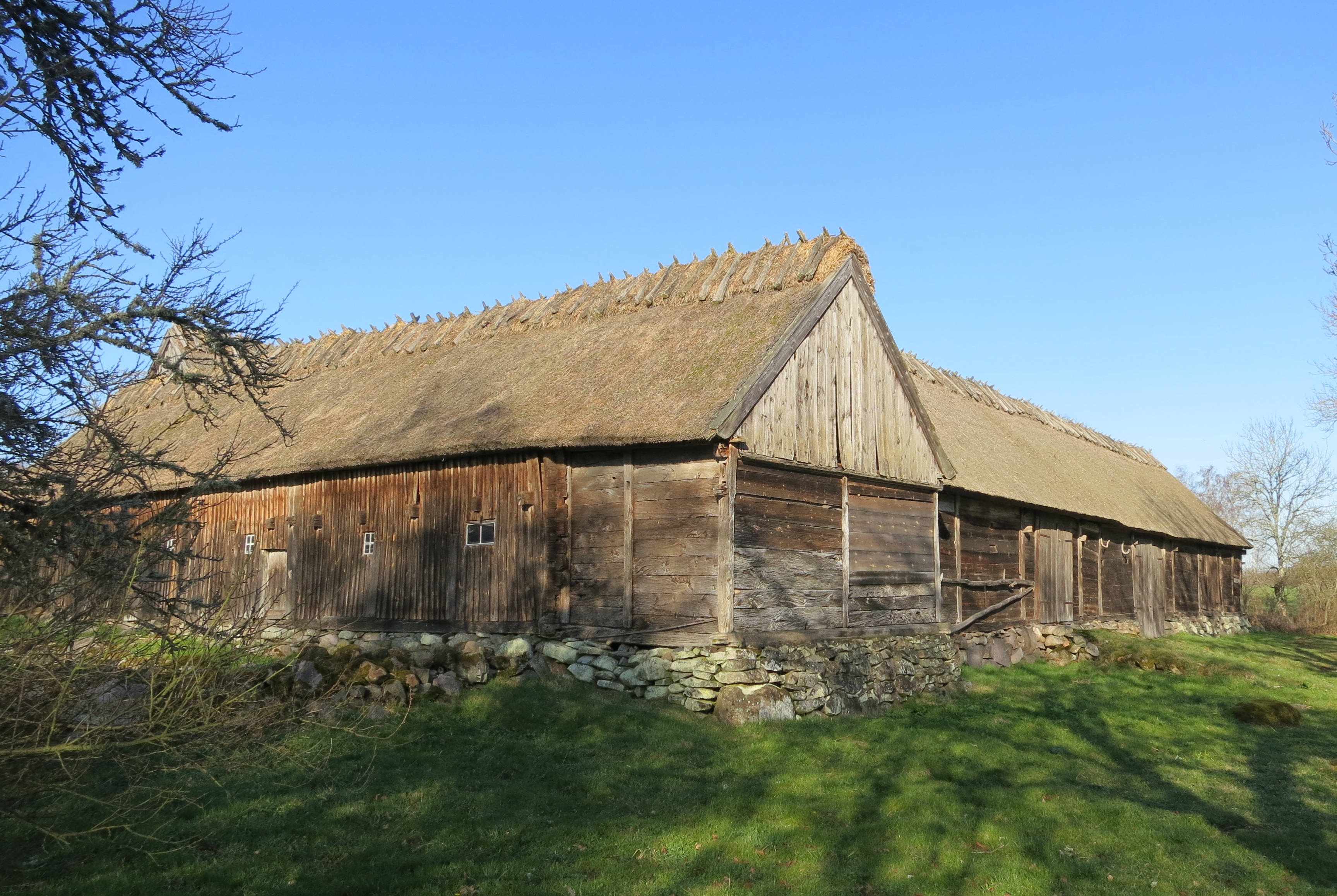
Ekonomibyggnader

Ballingstorpsgården är en historiskt intressant gård norr om Kristianstad i Skåne.
Ballingstorpsgården ligger 4 km norr om Torsebro krutbruk. Större delen av den ursprungliga fyrlängade gårdsanläggningen finns fortfarande kvar. Själva bostadshuset är en ryggåsstuga av "sydgötisk typ", vanligen kallad "högloftsstuga". Den knuttimrade bostadsdelen hade ursprungligen torvtak men fick senare halmtak. De äldsta delarna är från slutet av 1600-talet eller början av 1700-talet, medan ekonomibyggnaderna är yngre. De är till största del är uppförda i skiftesverk. Bakom boningshuset finns en kryddgård och ner mot ån ligger betesmarker.
Gården skänktes 1953 till Skånes hembygdsförbund av den siste brukaren. Per Nilsson skänkte gården under förutsättning att han fick bo kvar under resten av sin livstid.